# Nature's Strangest Creatures
Pour plus de détails, voir Fiche technique et Distribution.
Nature's Strangest Creatures est un court métrage documentaire américain réalisé par Ben Sharpsteen en 1959 pour Walt Disney Productions et fait partie de la collection True-Life Adventures.

## Synopsis
Une rencontre avec les animaux de l'Australie.

## Fiche technique
- Titre : Nature's Strangest Creatures
- Réalisateur : Ben Sharpsteen
- Scénario : Dwight Hauser
- Photographie : Alfred Milotte, Elma Milotte
- Montage : Harry Reynolds
- Technicien du son : Robert O. Cook
- Effets spéciaux : Eustace Lycett
- Effets d'animation : Art Riley, Joshua Meador
- Musique :
  - composition : Joseph Dubin
  - monteur musique : Evelyn Kennedy
- Conseiller technique : Mont Turner
- Narrateur : Winston Hibler
- Directeur de production : Erwin L. Verity
- Producteur : Walt Disney, Ben Sharpsteen (associé)
- Société de production : Walt Disney Productions
- Durée : 18 min
- Date de sortie : 19 mars 1959

Source : Dave Smith

## Commentaires
Le film a été tourné en Australie par Alfred et Elma Milotte.